# Claoxylon
Claoxylon är ett släkte av törelväxter. Claoxylon ingår i familjen törelväxter.

## Bildgalleri

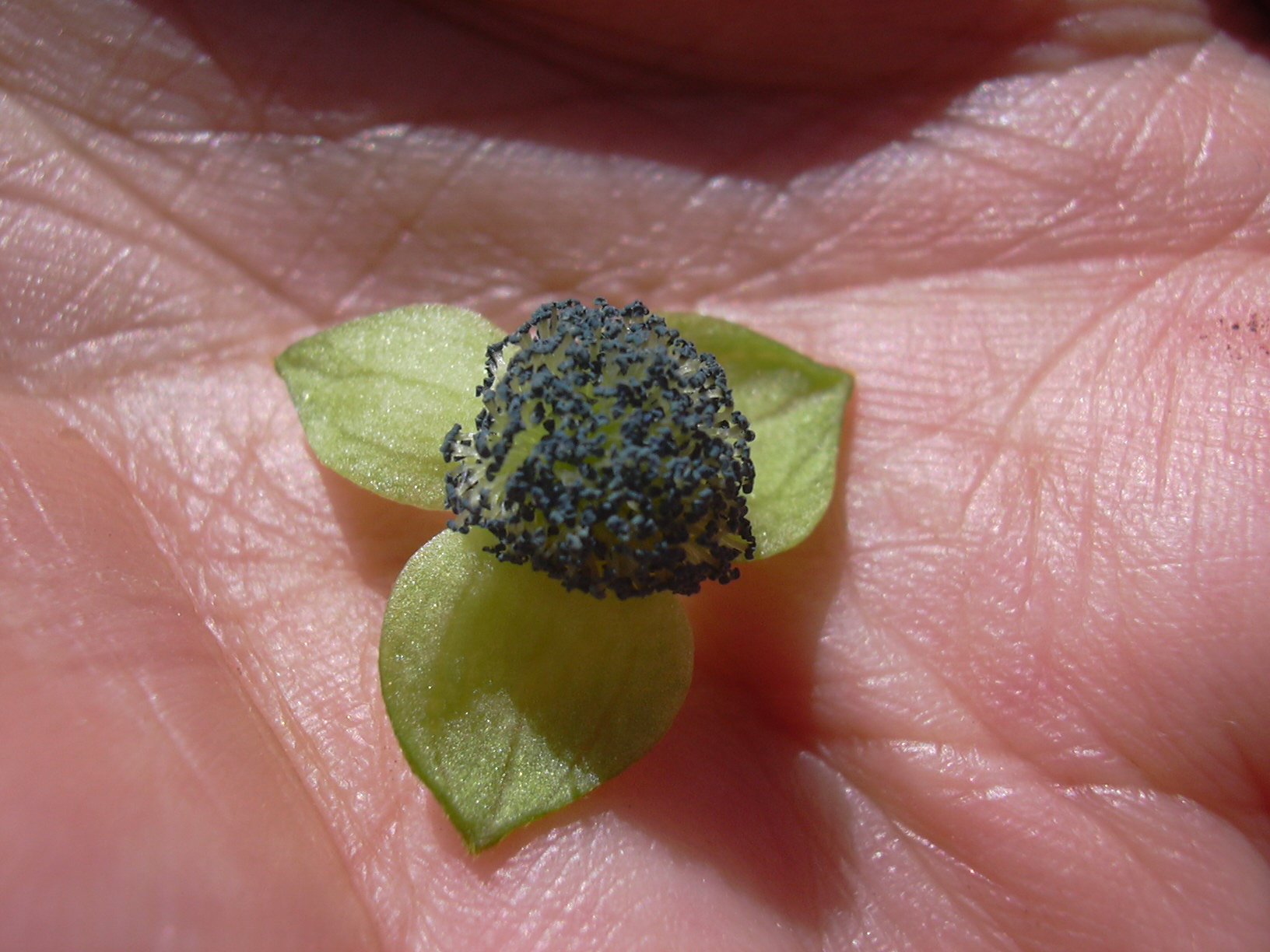
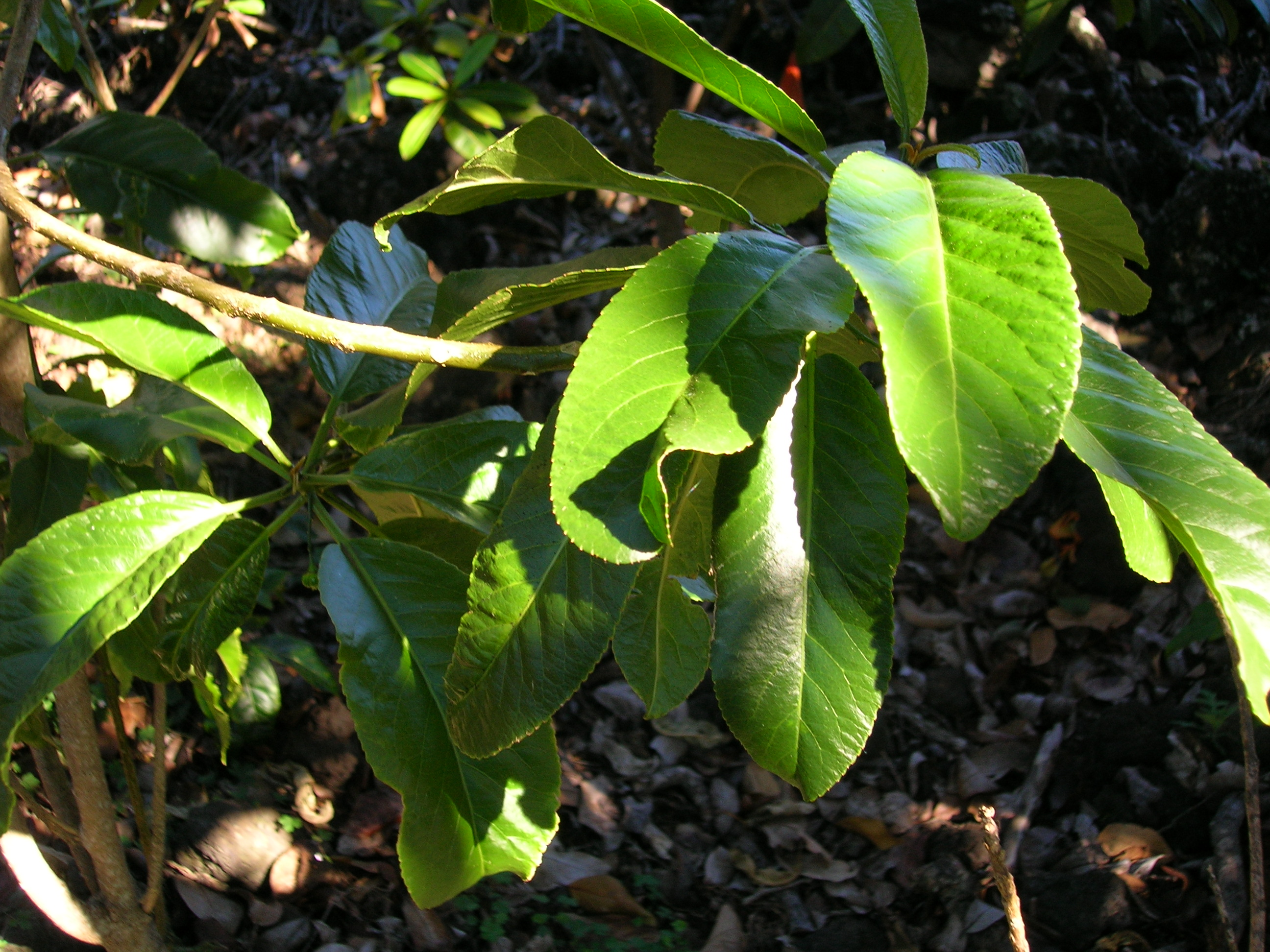
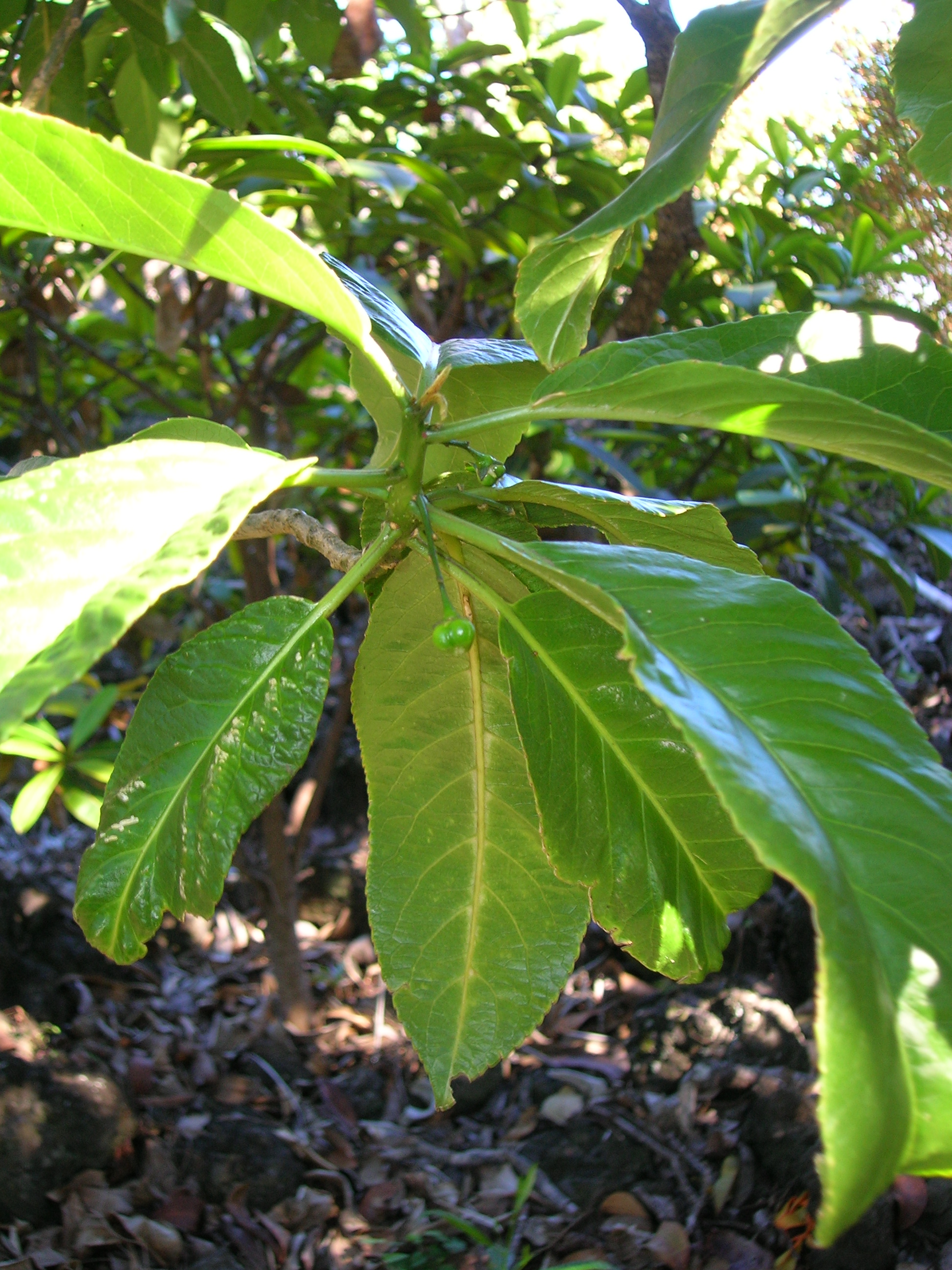
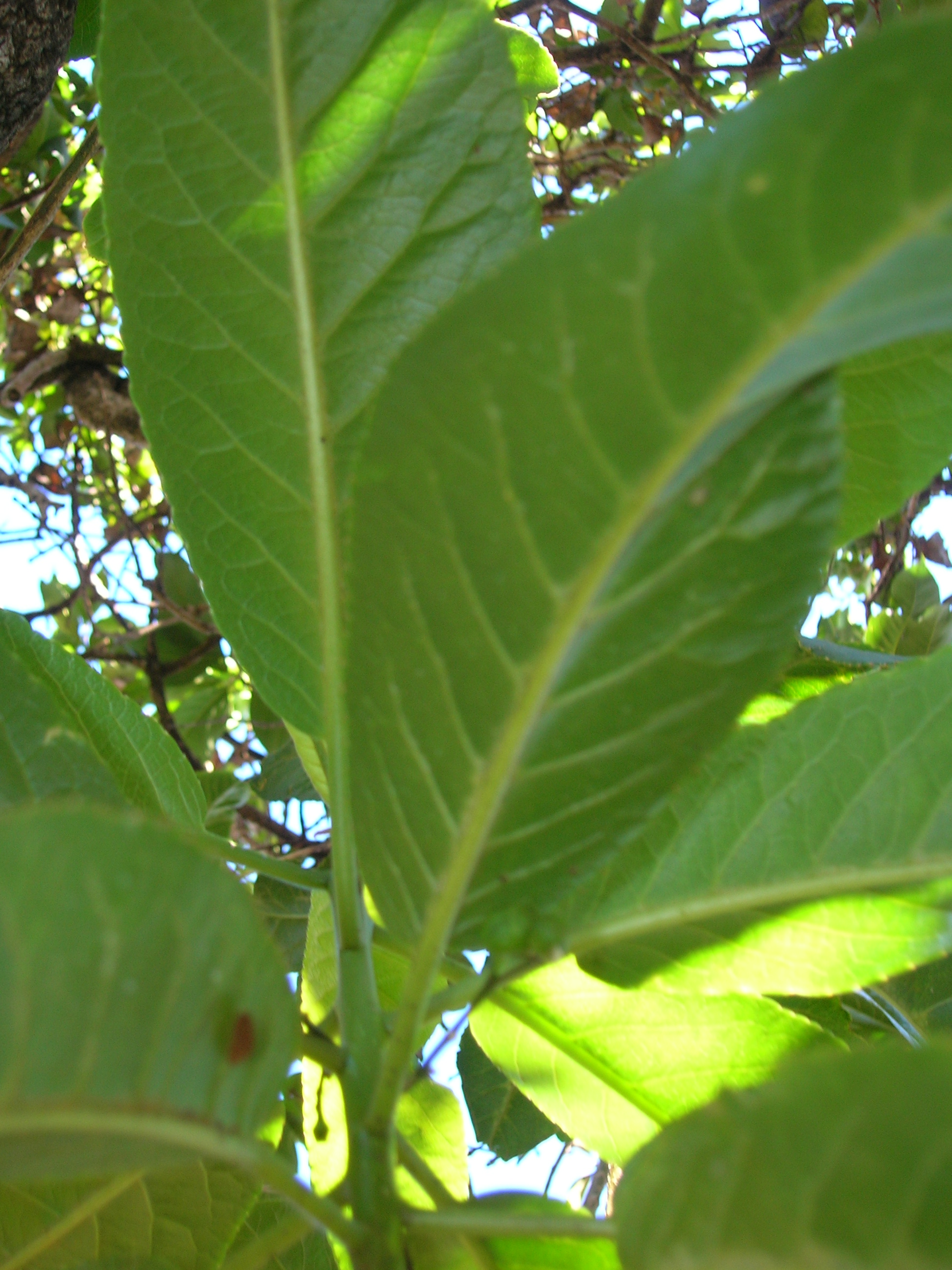
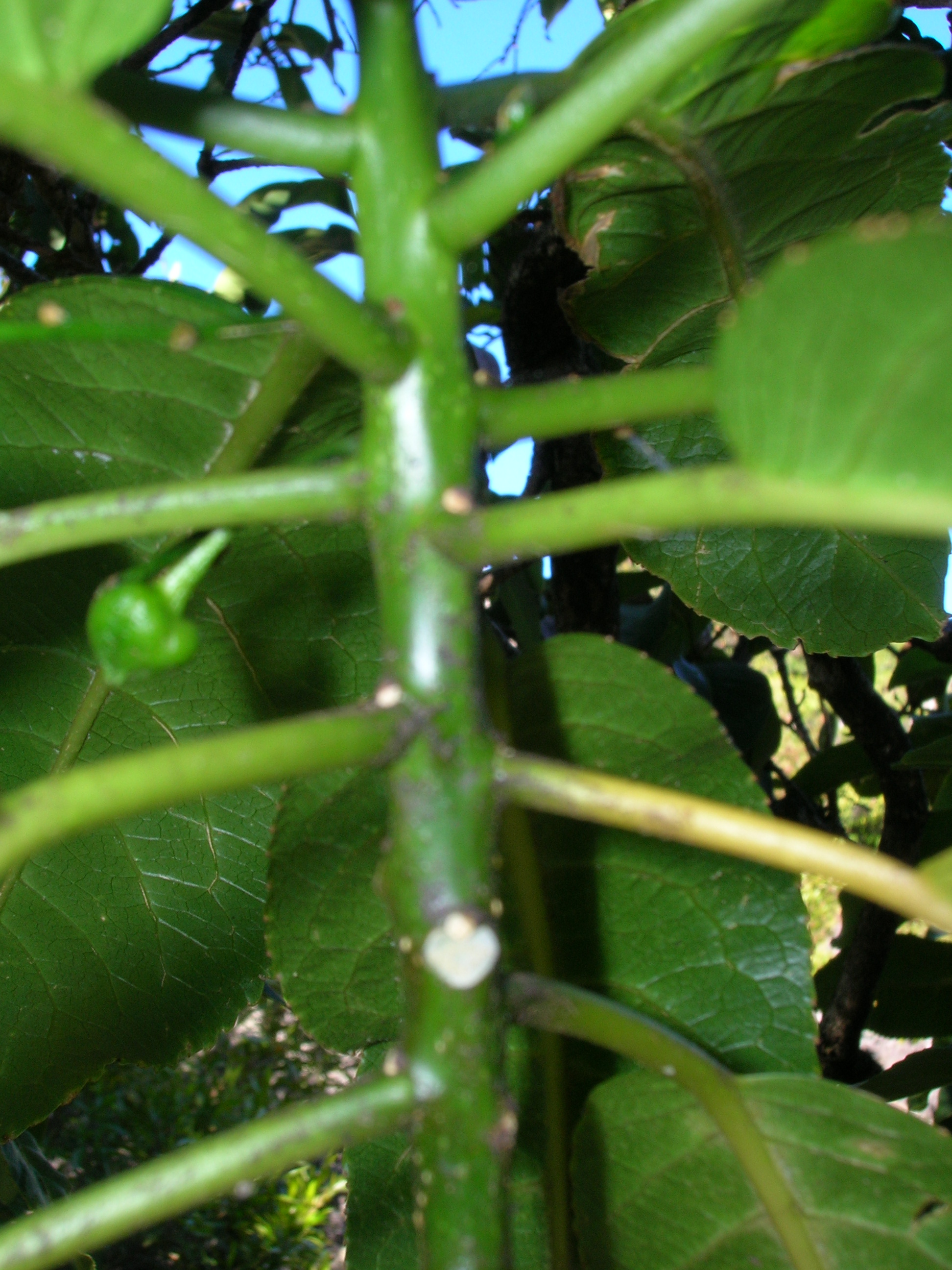
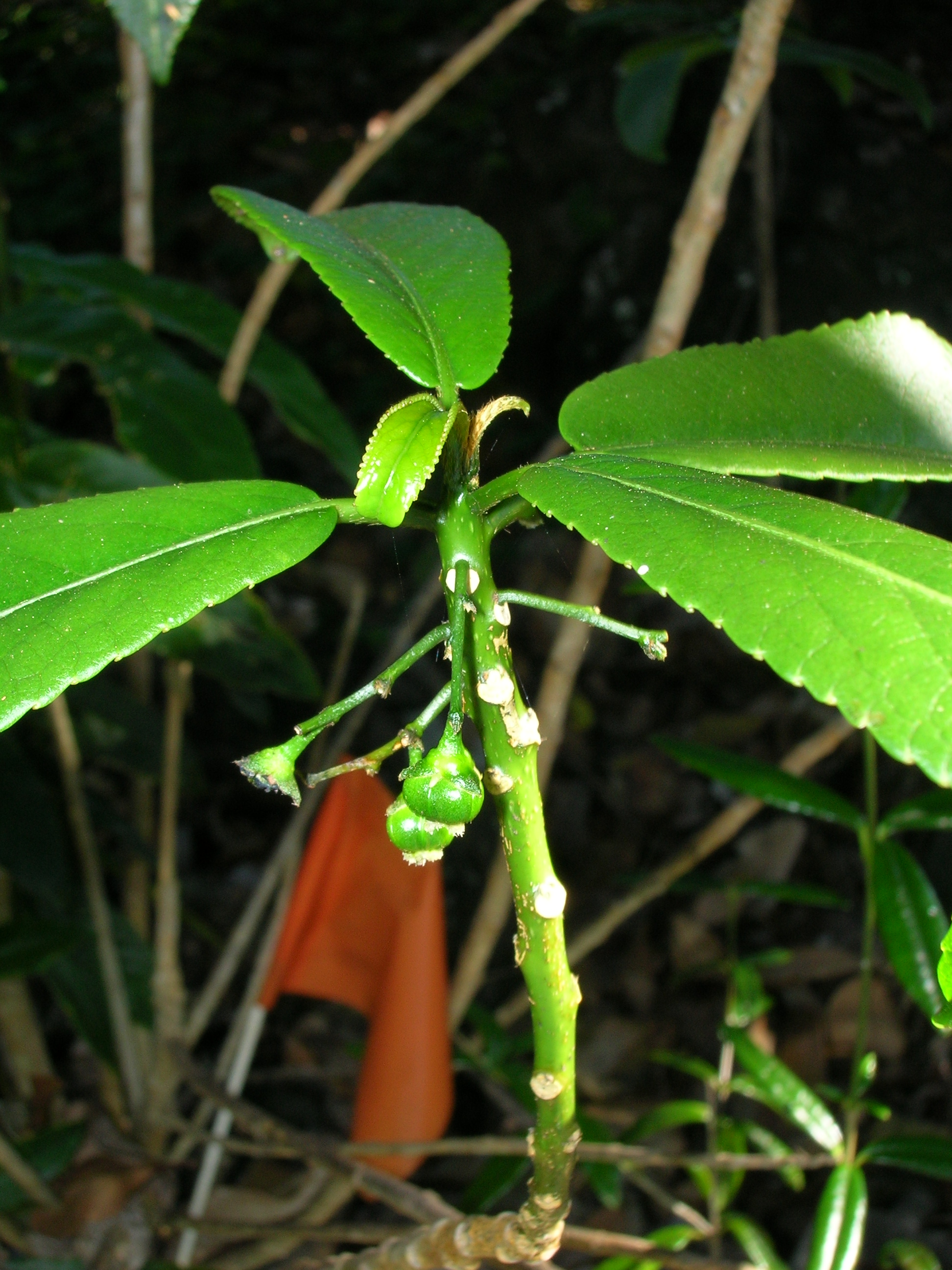

## Dottertaxa tillClaoxylon, i alfabetisk ordning[1]
- Claoxylon abbreviatum
- Claoxylon affine
- Claoxylon albicans
- Claoxylon albiflorum
- Claoxylon angustifolium
- Claoxylon anomalum
- Claoxylon arboreum
- Claoxylon attenuatum
- Claoxylon australe
- Claoxylon bicarpellatum
- Claoxylon biciliatum
- Claoxylon brachyandrum
- Claoxylon capillipes
- Claoxylon carinatum
- Claoxylon carolinianum
- Claoxylon carrii
- Claoxylon centenarium
- Claoxylon colfsii
- Claoxylon collenettei
- Claoxylon coriaceolanatum
- Claoxylon crassipes
- Claoxylon crassivenium
- Claoxylon cuneatum
- Claoxylon decaryanum
- Claoxylon dolichostachyum
- Claoxylon echinospermum
- Claoxylon ellipticum
- Claoxylon erythrophyllum
- Claoxylon euphorbioides
- Claoxylon extenuatum
- Claoxylon fallax
- Claoxylon flavum
- Claoxylon fulvescens
- Claoxylon gillisonii
- Claoxylon glabrifolium
- Claoxylon glandulosum
- Claoxylon goodenoviense
- Claoxylon grandifolium
- Claoxylon gymnadenum
- Claoxylon hainanense
- Claoxylon hillii
- Claoxylon hirsutellum
- Claoxylon hosei
- Claoxylon humbertii
- Claoxylon indicum
- Claoxylon insigne
- Claoxylon insulanum
- Claoxylon kaievskii
- Claoxylon khasianum
- Claoxylon kinabaluense
- Claoxylon kingii
- Claoxylon kotoense
- Claoxylon lambiricum
- Claoxylon ledermannii
- Claoxylon linostachys
- Claoxylon longifolium
- Claoxylon longipetiolatum
- Claoxylon longiracemosum
- Claoxylon lutescens
- Claoxylon macranthum
- Claoxylon mananarense
- Claoxylon marianum
- Claoxylon medullosum
- Claoxylon microcarpum
- Claoxylon monoicum
- Claoxylon muscisilvae
- Claoxylon neoebudicum
- Claoxylon nervosum
- Claoxylon nigtanig
- Claoxylon nubicola
- Claoxylon oblanceolatum
- Claoxylon oliganthum
- Claoxylon ooumuense
- Claoxylon papuae
- Claoxylon parviflorum
- Claoxylon paucinerve
- Claoxylon perrieri
- Claoxylon physocarpum
- Claoxylon platyphyllum
- Claoxylon porphyrostemon
- Claoxylon praetermissum
- Claoxylon pseudoinsulanum
- Claoxylon psilogyne
- Claoxylon pubescens
- Claoxylon purpureum
- Claoxylon putii
- Claoxylon racemiflorum
- Claoxylon raymondianum
- Claoxylon rostratum
- Claoxylon rubescens
- Claoxylon rubrivenium
- Claoxylon salicinum
- Claoxylon salomonense
- Claoxylon samoense
- Claoxylon sanctae-crucis
- Claoxylon sandwicense
- Claoxylon sarasinorum
- Claoxylon scabratum
- Claoxylon setosum
- Claoxylon spathulatum
- Claoxylon stapfianum
- Claoxylon subbullatum
- Claoxylon subsessiliflorum
- Claoxylon subviride
- Claoxylon taitense
- Claoxylon tenerifolium
- Claoxylon tenuiflorum
- Claoxylon tetracoccum
- Claoxylon tsaratananae
- Claoxylon wallichianum
- Claoxylon warburgianum
- Claoxylon velutinum
- Claoxylon winkleri
- Claoxylon vitiense